# Maldonado (Stadt)
Maldonado ist mit ca. 85.000 Einwohnern die Hauptstadt des gleichnamigen Departamentos im Süden Uruguays.

## Lage und Klima
Die Stadt Maldonado liegt ca. 134 km (Fahrtstrecke) östlich der Landeshauptstadt Montevideo und grenzt an den nur etwa 4 km südöstlich gelegenen Badeort Punta del Este. Der Stadtkern befindet sich rund 3 km von der Küste des Río de la Plata entfernt im Landesinneren. Östlich von Maldonado fließt der in den in einigen Kilometern Entfernung in den Südatlantik mündende Fluss Arroyo Maldonado. Bei Maldonado existieren Limos-Vorkommen.. Das vom Südatlantik beeinflusste Klima ist gemäßigt bis warm.

## Bevölkerungsentwicklung
| Jahr      | 1908  | 1963   | 1985   | 1996   | 2004   | 2011   |
| Einwohner | 4.421 | 15.372 | 33.535 | 48.936 | 54.603 | 62.592 |

Der anhaltende Bevölkerungszuwachs beruht im Wesentlichen auf der Zuwanderung von Familien aus dem Ausland.

## Geschichte
Die drei natürlichen Häfen des Río de la Plata in Maldonado, die die ersten Seefahrer entdeckt hatten, als sie in die breite Flussmündung segelten, haben dafür gesorgt, dass die Gegend schon um 1600 besiedelt wurde. Die Spanier entdeckten die Gegend aber erst 1673 für sich. Die Stadt wurde vom Gouverneur von Montevideo Joaquin de Viana gegründet, der sich im Jahr 1755 entschied, an diesem Ort eine Siedlung errichten zu lassen. Als sich im Jahr 1757 etwa 100 Siedler hier niederließen, waren seine Vorstellungen erfüllt. Später wurde der Name der Stadt in San Fernando de Maldonado umbenannt, zu Ehren des mittelalterlichen kastilischen Königs Ferdinand III., dessen Namensvetter Ferdinand VI. gerade König von Spanien war und von Francisco Maldonado, einem Offizier und einem der ersten Spanier in der Gegend. Ende des 19. Jahrhunderts, als es bereits den Leuchtturm gab, begann man Sommerhäuser und das erste Hotel zu bauen.
Am 10. Januar 1966 wurde das Bistum Maldonado-Punta del Este-Minas mit Sitz in Maldonado errichtet. Die bereits im 19. Jahrhundert erbaute Kirche San Fernando wurde zur Kathedrale erhoben.

## Infrastruktur
Zentraler Platz Maldonados ist die Plaza de San Fernando de Maldonado. Dort befindet sich auch die Kathedrale Maldonados, deren Bau 1801 begann. Sie ist mit einem Altar von Antonio Vega ausgestattet. Auch beherbergt die Stadt die Ruinen der 1771 errichteten Dragoner-Kaserne (Cuartel de Dragones) und den aus dem Jahr 1800 stammenden Torre del Vigia.

### Bildung
Maldonado verfügt über fünf weiterführende Schulen (Liceos). Dies sind das am 15. April 1913 gegründete Liceo Nº 1 Departamental "Florencio Collazo", das Liceo Nº 2 de Maldonado (Gründungsdatum: 1992) im Barrio El Molino, das Liceo Nº 3 de Maldonado (1996), das Liceo Nº 4 de Maldonado "Eduardo Víctor Haedo" (2001) im Barrio Jardines de Córdoba und das Liceo Nº 5 de Maldonado (2003).

### Verkehr
Maldonado verfügt über einen Busbahnhof, von dem aus seitens der Busunternehmen COT und COPSA regelmäßige Verbindungen in die Landeshauptstadt Montevideo aber auch ins benachbarte Punta del Este und andere Orte bestehen. Zudem endet bei Maldonado die Ruta Interbalnearia, die in die Rambla übergeht. Unweit des Stadtkerns befindet sich der Flughafen El Jaguel. Wenige Kilometern westlich liegt zudem der zwischen der Laguna del Sauce und Ruta Interbalnearia gelegene internationale Flughafen Capitán de Corbeta Carlos A. Curbelo.

### Sport
In Maldonado befindet sich das Estadio Domingo Burgueño. Dort trägt der Fußballverein Deportivo Maldonado seine Heimspiele aus. Während der Südamerikameisterschaft Copa América 1995, die in Uruguay ausgetragen wurde, war Maldonado einer der vier Austragungsorte.

### Kultur
Maldonado beherbergt unter anderem die Museen Museo Mazzoni, Museo Didáctico Artiguista und Museo Museo San Fernando. An der Küste liegt einer der wenigen FKK-Strände Uruguays.

## Städtepartnerschaften
Maldonado pflegt Städtepartnerschaften mit den folgenden Städten:
- Argentinien, La Plata, seit 1994[7]
- Vereinigte Staaten, Miami-Dade County, Florida, seit 1994[8]
- Brasilien, Gramado, seit 1994[9]
- Spanien, Corvera de Asturias[10]

## In Maldonado geboren
- Alberto Abdala (1920–1986), Politiker
- Américo González (1925–1970), Moderner Fünfkämpfer
- Dagoberto Fontes (1943–2024), Fußballspieler
- Washington Díaz (* 1954), Radsportler
- Fernando Clavijo (1956–2019), Fußballspieler
- Juan Felipe Silveira Gramont (1957–2009), Komponist und Musikpädagoge
- Miguel Ximénez (* 1977), Fußballspieler
- Jorge Cazulo (* 1982), peruanisch-uruguayischer Fußballspieler
- Héctor Aguilar (* 1984), Radrennfahrer
- Mateo Figoli (* 1984), Fußballspieler
- Esteban Maga (* 1984), Fußballspieler
- Marcela Britos (* 1985), Leichtathletin
- Simón Vanderhoeght (* 1986), Fußballspieler
- Carlos Méndez (* 1988), Fußballspieler
- Rafael García (* 1989), Fußballspieler
- Víctor Rafael García (* 1989), Fußballspieler
- Rodrigo Valiente (* 1989), Fußballspieler
- Max Rauhofer (* 1990), Fußballspieler
- Federico Castellanos (* 1992), Fußballspieler
- Antonella Scanavino (* 1992), Schwimmerin
- Matías Tellechea (* 1992), Fußballspieler
- Renato César (* 1993), Fußballspieler
- Sebastián Canobra (* 1994), Fußballspieler
- Maximiliano Moreira (* 1994), Fußballspieler
- Federico Pérez (* 1994), Fußballspieler
- Francisco Techera (* 1994), Fußballspieler
- Juan Lladó (* 1996), Fußballspieler
- Pablo Tejera (* 1996), Fußballspieler
- Joaquín Zeballos (* 1996), Fußballspieler
- Gabriel Neves (* 1997), Fußballspieler